# Gányó
A gányó a dohánykertész dél-alföldi (Szeged környéki) neve. Gyakran csúfnév. A bérelt földön – sokszor részes formában – történő önálló dohánytermesztésnek a Dél-Alföldön volt a legkorábbi hagyománya és egyben legszélesebb körű alkalmazása. A dohánykertészet az agrárszegénység jelentős tömegeit foglalkoztatta, amelyek – a dohánykonjunktúra ingadozása következtében – bizonytalanságban és időnként nyomorban éltek, sokszor távol az állandó településektől.

## Eredete
A gányó szó eredete ismeretlen, jelentése: szegény, semmirekellő. Így alkalmazhatták a kertészek helyi elnevezéseként. A szó szélesebb, csaknem köznyelvi elterjedését Justh Zsigmond Gányó Julcsa c. regénye (1893) segítette, amely a dél-alföldi dohánykertészek életét is bemutatja.

## Folklórja
A dohánykertészek életéről szóló és az általuk énekelt dalok a gányónóták (kukásdalok). A gányónóták száma kevés, holott a dohánykertészek dalkincse gazdag volt. Főként a dohánycsomózóban és az elszámolás utáni bálokon hangzottak fel a gányónóták. Egy részük katonadal, más részük szerelmi dal átalakítása. A közös munkahely révén a gányónóták olykor rokonok a summásdalokkal is. A régi rétegben előfordulnak szertartásos, óvó jellegű és ún. tapsos táncdalok; a kedvezőtlen bérletek miatti panasz ugyancsak fellelhető a dalokban. Az újabb, 20. századi nótáknál a gányók a szokásosnál gyakrabban szőtték dalaikba sajátos munkájukat, rendszerint szerelmi dalokkal összefonódva; ezekből vándorversszakok is kialakulhattak. A gányónóták hangja örömteli volt, amikor a munka végéhez vagy a mulatozásokhoz kapcsolódtak.